# Lista de times extintos da NBA

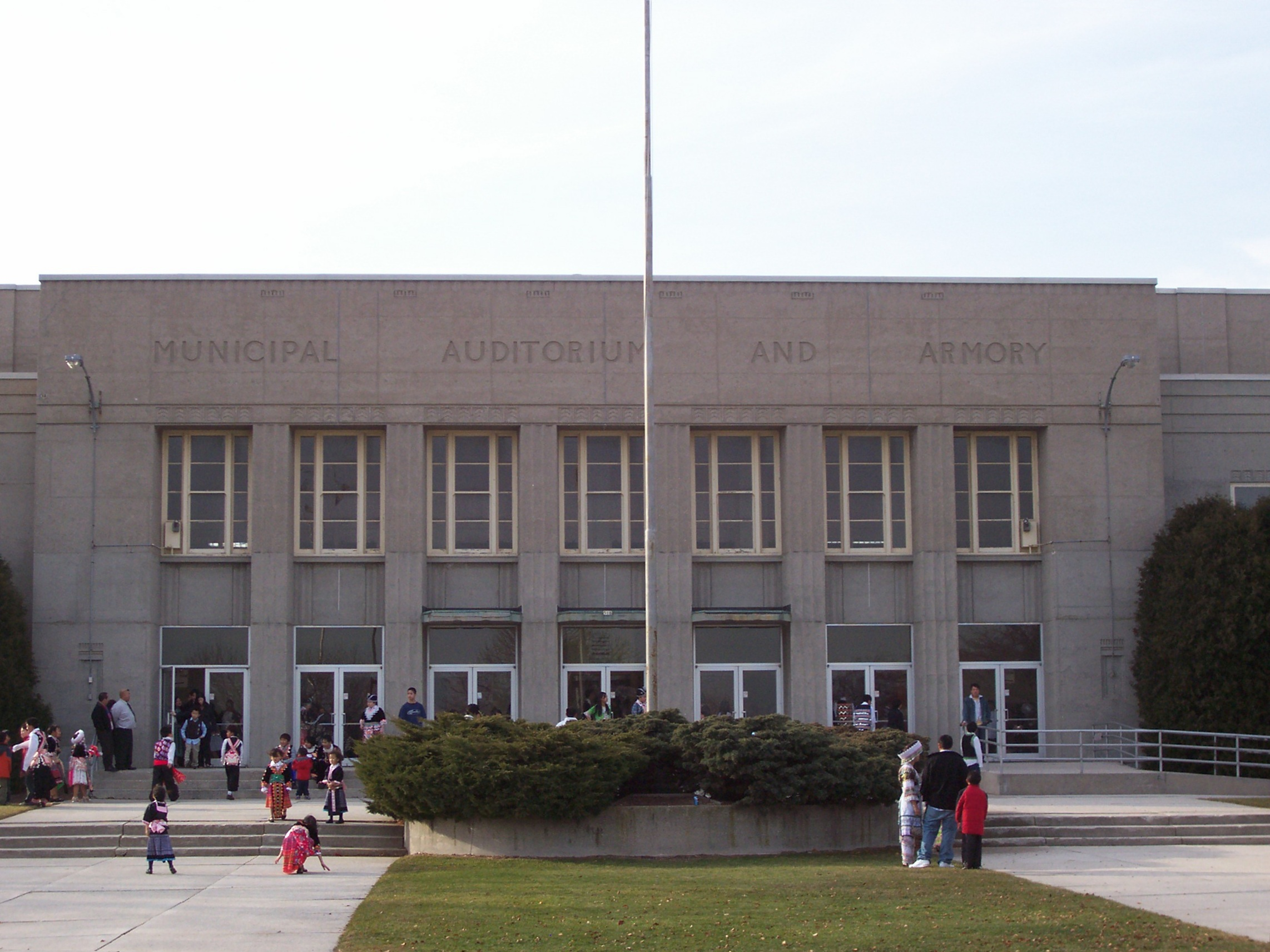
O Sheboygan Municipal Auditorium and Armory foi o ginásio oficial do Sheboygan Red Skins.

Esta é uma lista de times extintos da National Basketball Association (NBA), uma liga profissional de basquetebol masculino, que consiste em 30 times da América do Norte (29 dos Estados Unidos e um do Canadá). A NBA foi fundada na Cidade de Nova Iorque em 6 de junho de 1946, como Basketball Association of America (BAA). Adotou o nome National Basketball Association no início da temporada 1949-50 quando fundiu-se com a National Basketball League (NBL). A NBA é um membro ativo do USA Basketball, e é reconhecida pela Federação Internacional de Basquetebol (FIBA) como o Corpo Nacional de Administração (NGB) do basquetebol no país. A liga é considerada uma das quatro maiores da América do Norte.
A NBA possui quinze franquias extintas. O Anderson Packers, o original Denver Nuggets, o Indianapolis Jets, o Sheboygan Red Skins e o Waterloo Hawks jogaram na NBL antes de ingressar na NBA, enquanto o Baltimore Bullets anteriormente jogou na American Basketball League. Nove dos quinze times extintos disputaram apenas uma temporada da NBA. packers, Red Skins e Hawks saíram da NBA para a National Professional Basketball League, e são as únicas equipes extintas a disputarem uma temporada que não seja na NBA. O Bullets original foi a última franquia a sair da NBA, fato ocorrido na 1954-55, e tem a honraria de ser a única equipe extinta a conquistar um título da empresa. O Chicago Stags, o Indianapolis Olympians, o Cleveland Rebels, o Packers e o Red Skins foram as únicas equipes a conseguir disputar os playoffs em todos os anos em que jogaram.

## Times extintos
|  | Denota um time que conquistou o campeonato da NBA |

| Time                    | Cidade                   | Anos ativo   | Nº de temporadas | Sequência V-D | %    | Aparições em playoffs | Referências   |
| ----------------------- | ------------------------ | ------------ | ---------------- | ------------- | ---- | --------------------- | ------------- |
| Anderson Packers        | Anderson, Indiana        | 1949–1950    | 1                | 37–27         | 57.8 | 1                     | [ 8 ]         |
| Baltimore Bullets[a]    | Baltimore, Maryland      | 1947–1954[d] | 8                | 158–292       | 35.1 | 3                     | [ 9 ]         |
| Chicago Stags           | Chicago, Illinois        | 1946–1950    | 4                | 145–92        | 61.2 | 4                     | [ 10 ] [ 11 ] |
| Cleveland Rebels        | Cleveland, Ohio          | 1946–1947    | 1                | 30–30         | 50.0 | 1                     | [ 12 ]        |
| Denver Nuggets[b]       | Denver, Colorado         | 1949–1950    | 1                | 11–51         | 17.7 | 0                     | [ 13 ]        |
| Detroit Falcons         | Detroit, Michigan        | 1946–1947    | 1                | 20–40         | 33.3 | 0                     | [ 14 ]        |
| Indianapolis Jets       | Indianápolis, Indiana    | 1948–1949    | 1                | 18–42         | 30.0 | 0                     | [ 15 ]        |
| Indianapolis Olympians  | Indianápolis, Indiana    | 1949–1953    | 4                | 132–137       | 49.1 | 4                     | [ 16 ]        |
| Pittsburgh Ironmen      | Pittsburgh, Pensilvânia  | 1946–1947    | 1                | 15–45         | 25.0 | 0                     | [ 17 ]        |
| Providence Steamrollers | Providence, Rhode Island | 1946–1949    | 3                | 46–122        | 27.4 | 0                     | [ 18 ]        |
| Sheboygan Red Skins     | Sheboygan, Wisconsin     | 1949–1950    | 1                | 22–40         | 35.5 | 1                     | [ 19 ]        |
| St. Louis Bombers       | St. Louis, Missouri      | 1946–1950    | 4                | 122–115       | 51.5 | 3                     | [ 20 ]        |
| Toronto Huskies         | Toronto, Ontário         | 1946–1947    | 1                | 22–38         | 36.7 | 0                     | [ 21 ]        |
| Washington Capitols     | Washington, D.C.         | 1946–1951    | 5                | 157–114       | 57.9 | 4                     | [ 22 ]        |
| Waterloo Hawks[c]       | Waterloo, Iowa           | 1949–1950    | 1                | 19–43         | 30.6 | 0                     | [ 23 ]        |